# Pamela Eells O'Connell
Pamela Eells O'Connell (née le 28 mai 1956) est une productrice et scénariste américaine.
Elle est la créatrice de la série Jessie produite par Disney Channel. Elle a également créé la série Camp Kikiwaka diffusée depuis le 31 juillet 2015